# Wilco Louw
Pour les articles homonymes, voir Louw.

a Compétitions nationales et continentales officielles uniquement.

b Matchs officiels uniquement.
Dernière mise à jour le 9 juillet 2025.
Wilco Louw, né le 20 juillet 1994 à Ceres (Afrique du Sud), est un joueur international sud-africain de rugby à XV jouant au poste de pilier droit aux Bulls.

## Biographie

### Carrière en club
Wilco Louw commence sa carrière professionnelle en 2015 avec l'équipe de la Western Province en Vodacom Cup. En 2015 toujours, il découvre le Super Rugby avec la franchise des Stormers.
En 2019, il rejoint le RC Toulon en tant que joker Coupe du monde pour notamment pallier l'absence d'Emerick Setiano, parti au mondial, jusqu'à la fin du mois de novembre 2019,.
Il s'engage ensuite avec les Harlequins à partir de la saison 2020-2021. Dès son arrivée, les Harlequins se qualifient jusqu'en finale du championnat où il affronte les Exeter Chiefs. Pour cette rencontre, Wilco Louw est titulaire en première ligne aux côtés de Joe Marler et Scott Baldwin et marque un essai. Son équipe s'impose en toute fin de match 38-40, grâce à un doublé de Louis Lynagh,.
Durant la saison 2024-2025, il perd la finale du United Rugby Championship contre les Irlandais du Leinster sur le score de 32 à 7.

### Carrière en équipe nationale
Il participe au championnat du monde junior 2014 où l'équipe sud-africaine s'incline en finale face à l'équipe d'Angleterre
Wilco Louw obtient sa première cape internationale le 7 octobre 2017 à l’occasion d’un match du Rugby Championship 2017 contre l'équipe de Nouvelle-Zélande au Cap.
Après plus de trois ans d'absence, il fait son retour sous le maillot des Springboks pour le dernier mach de l'année 2024 contre l'Angleterre à Twickenham (victoire 20-29).

## Statistiques en équipe nationale
Au 25 juin 2024, Wilco Louw compte 14 capes en équipe d'Afrique du Sud, dont six en tant que titulaire, depuis le 7 octobre 2017 contre l'équipe de Nouvelle-Zélande au Cap.
Il participe à trois éditions du Rugby Championship en 2017, 2018 et 2021. Il dispute six rencontres dans cette compétition.

## Palmarès

### En club et franchise
- Vainqueur du Championnat d'Angleterre en 2021 avec les Harlequins.
- Finaliste du United Rugby Championship en 2024 et 2025 avec les Bulls.

### Distinctions personnelles
- Membre de l'équipe type du United Rugby Championship en 2024 et 2025.